# Guasones (álbum)
«Guasones» es el álbum debut de la banda homónima de rock argentina Guasones. El disco contiene una lista de once canciones y fue publicado el 26 de diciembre del 2000.

## Lista de canciones
Todas las canciones escritas y compuestas por Facundo Soto, José Tedesco y Maximiliano Timczyszyn. 
| Guasones |                                    |          |  |
| N.º      | Título                             | Duración |  |
| 1.       | «La flaca Pili y el negro Tomás»   | 6:50     |  |
| 2.       | «Un viento fuerte está soplando»   | 3:48     |  |
| 3.       | «Es triste»                        | 4:32     |  |
| 4.       | «Hombre del sur»                   | 2:18     |  |
| 5.       | «Tapado de dolor»                  | 3:36     |  |
| 6.       | «Si supieras»                      | 5:19     |  |
| 7.       | «Descuida ma', sólo son ratas»     | 3:19     |  |
| 8.       | «Caballo loco»                     | 3:54     |  |
| 9.       | «Todos y yo no»                    | 4:34     |  |
| 10.      | «Una gata en Barrio Norte»         | 4:20     |  |
| 11.      | «Magdalena»                        | 4:15     |  |
| 12.      | «Hombre de La Plata» (Bonus Track) | 3:08     |  |
| 49:54    |                                    |          |  |